# Уилсон, Майкл (игрок в американский футбол, 2000)
Майкл Джордж Уилсон (англ. Michael George Wilson; 23 февраля 2000, Лос-Анджелес, Калифорния) — профессиональный американский футболист, принимающий клуба НФЛ «Аризона Кардиналс». На студенческом уровне выступал за команду Стэнфордского университета. На драфте НФЛ 2023 года был выбран в третьем раунде.

## Биография
Майкл Уилсон родился 23 февраля 2000 года в Лос-Анджелесе. Один из четырёх детей в семье Нгер и Орвилла Уилсонов. Отец родом с Ямайки, мать — из Новой Зеландии. Тётей Уилсону приходится Морин Джейкобсон, выступавшая за сборную Новой Зеландии по футболу. Учился в частной католической старшей школе Чаминейд-колледж, играл в составе её футбольной команды на позиции принимающего. Включался в символическую сборную звёзд Калифорнии, признавался самым ценным игроком команды и лиги. Участник Полинезийского боула 2018 года. Занимался баскетболом.

### Любительская карьера
В 2018 году Уилсон поступил в Стэнфордский университет. В своём дебютном сезоне в составе команды он сыграл в 13 матчах, в том числе двух в стартовом составе. В 2019 году стал одним из основных принимающих «Стэнфорда», набрав лучшие в команде 672 ярда. Также выходил на поле в составе специальных команд на возвратах пантов. Был признан самым выдающимся футболистом Большой игры, принципиального соперничества с командой Калифорнийского университета в Беркли.
В сезоне 2020 года из-за травмы смог сыграть только в четырёх матчах, но вновь стал лучшим в Большой игре, где сделал семь приёмов на 88 ярдов с тачдауном. В состав Уилсон вернулся только в конце 2021 года, успев принять участие в четырёх играх турнира. По его итогам получил несколько командных наград. Перед началом сезона 2022 года был выбран одним из капитанов команды. Провёл шесть матчей, после чего получил травму и выбыл из строя до конца года. Несмотря на это, второй раз подряд получил награду Джима Рейнолдса, присуждаемую самому ценному игроку специальных команд.

#### Статистика выступлений в NCAA
| Сезон | Команда           | Игры | Приём | Приём | Приём | Приём | Вынос | Вынос | Вынос | Вынос |
| Сезон | Команда           | Игры | Rec   | Yds   | Y/A   | TD    | Att   | Yds   | Y/A   | TD    |
| ----- | ----------------- | ---- | ----- | ----- | ----- | ----- | ----- | ----- | ----- | ----- |
| 2018  | Стэнфорд Кардинал | 13   | 14    | 126   | 9,0   | 1     | 2     | 8     | 4,0   | 0     |
| 2019  | Стэнфорд Кардинал | 12   | 56    | 672   | 12,0  | 5     | 0     | 0     | 0,0   | 0     |
| 2020  | Стэнфорд Кардинал | 4    | 19    | 261   | 13,7  | 1     | 0     | 0     | 0,0   | 0     |
| 2021  | Стэнфорд Кардинал | 4    | 19    | 185   | 9,7   | 0     | 0     | 0     | 0,0   | 0     |
| 2022  | Стэнфорд Кардинал | 6    | 26    | 418   | 16,1  | 4     | 4     | 47    | 11,8  | 0     |
| Всего | Всего             | 39   | 134   | 1662  | 12,4  | 11    | 6     | 55    | 9,2   | 0     |

### Профессиональная карьера
Перед драфтом НФЛ 2023 года аналитик издания Bleacher Report Деррик Классен сильными сторонами Уилсона называл способность быстро набирать скорость, умение вести борьбу с защитниками при прохождении маршрутов, умение контролировать своё тело, силу рук, полезность в роли блокирующего игрока. Среди минусов указывались недостаточная маневренность, неспособность стабильно создавать отрыв от соперника, плохую игру против пресс-прикрытия, проблемы с концентрацией и богатая история травм. В целом Уилсон характеризовался как интересный, но рискованный выбор для средних раундов, от которого команда потенциально могла бы получить высокую отдачу.
На драфте Уилсон был выбран «Аризоной» в третьем раунде под общим 94 номером. В мае 2023 года он подписал с клубом четырёхлетний контракт на общую сумму 5,34 млн долларов. Дебютный сезон он провёл на хорошем уровне, став вторым принимающим «Кардиналс» после Маркиза Брауна. В 13 проведённых матчах Уилсон набрал 565 ярдов, а 14,9 ярдов в среднем на приём стали лучшим показателем в команде.

#### Статистика выступлений в НФЛ

##### Регулярный чемпионат
| Сезон | Команда           | Игры | Приём | Приём | Приём | Приём | Вынос | Вынос | Вынос | Вынос |
| Сезон | Команда           | Игры | Rec   | Yds   | Y/A   | TD    | Att   | Yds   | Y/A   | TD    |
| ----- | ----------------- | ---- | ----- | ----- | ----- | ----- | ----- | ----- | ----- | ----- |
| 2023  | Аризона Кардиналс | 13   | 38    | 565   | 14,9  | 3     | 0     | 0     | 0,0   | 0     |
| Всего | Всего             | 13   | 38    | 565   | 14,9  | 3     | 0     | 0     | 0,0   | 0     |